# Ель ситхинская
Ель си́тхинская, или Ель ситкинская (лат. Pícea sitchénsis), — хвойное дерево, растущее на западе Северной Америки. Вид рода Ель семейства Сосновые.
В культуре с 1831 года, широко разводится с лесохозяйственной и декоративной целью. Видовое название отсылает к городу Ситка. Символ штата Аляска.

## Распространение и экология
Ареал растения находится на западном побережье Северной Америки, от Амсин (Аляска) на севере до северных районов Калифорнии. В горы поднимается до 900—1000 метров.
Произрастает большей частью вдоль рек и по склонам гор обращённых к морю. Любит хорошо увлажнённые, временно затопляемые почвы. Растёт чистыми или смешанными насаждениями с тсугой западной (Tsuga heterophylla), дугласовой пихтой (Pseudotsuga menziesii ), туей складчатой (Thuja plicata), пихтой великой (Abies grandis), пихтой миловидной (Abies amabilis), ольхой красной (Alnus rubra), клёном крупнолистным (Acer macrophyllum), секвойей (Sequoia sempervirens).

## Ботаническое описание
Дерево с широкопирамидальной кроной, высотой 45—60 (до 96,7) метров, ствол диаметром 120—240 (до 480 см). Кора трещиноватая, чешуйчатая, серая или красно-буро-серая, тонкая. Побеги светло-коричневые, голые.
Хвоя прямая, плоская, колючая, сверху зелёная, снизу серебристая, длиной 15—18 (до 28) мм, шириной менее 1 мм.
Шишки цилиндрические, длиной 5—10 см, шириной 2,5—3 см, до созревания жёлто-зелёные, после светло-коричневые, отпадают через несколько месяцев. Семена светло-коричневые, длиной 2—3 мм, в 1 кг около 480—580 тысяч.

## В культуре
Высокодекоративное дерево. Наиболее эффектна в виде солитёров и в рыхлых группах.
Рост в первые 2—3 года медленный, позже быстрый, близкий к росту ели обыкновенной. Взрослые растения сравнительно морозостойки (в Санкт-Петербурге и Москве сильно подмерзает). Требовательна к влажности воздуха и почвы, может произрастать на временно затопляемых почвах. Дымо- и газоустойчива. Максимальная продолжительность жизни 500—800 лет.
Хорошо растёт на юге Прибалтики, в Калининградской области и на Черноморском побережье Кавказа.
Один экземпляр данной ели является единственным деревом на субантарктическом острове Кэмпбелл. Дерево, вероятно, было посажено более ста лет назад, однако его высота до сих пор меньше 10 метров.